# Museo Canadiense de Fotografía Contemporánea
El Museo Canadiense de Fotografía Contemporánea, también conocido por sus siglas CMCP de Canadian Museum of Contemporary Photography en inglés o MCPC de Musée canadien de la photographie contemporaine en francés, es un museo de fotografía en Canadá. 
Fundado en 1985 como organismo asociado de la Galería Nacional de Canadá dispuso de los fondos de la División de Stills Photography del National Film Board of Canada. En 1992 se trasladó a una nueva sede situada en el número uno del Canal Rideau junto al Château Laurier. Desde 1998 la administración de CMCP depende de la Galería Nacional y en 2009 fue integrado en ella trasladando sus fondos a la misma.
El edificio que se inauguró el 7 de mayo de 1992 fue diseñado por el arquitecto Michael Lundhom, que adaptó un antiguo túnel ferroviario que bordeaba el Chateau Laurier. Las vidrieras de la entrada y sus escaleras recuerdan a la columnata que conduce a la Galería Nacional y permite a los visitantes acceder a la parte principal del museo que se encuentra bajo nivel de la calle.
Sus colecciones están basadas en donaciones de personas e instituciones canadienses por lo que los fotógrafos nacionales ocupan un lugar destacado, aunque dispone de fotografías de artistas de todo el mundo. Sus fondos fotográficos datan de 1960 y están formados por 17.000 fotografías y más de 160.000 objetos fotográficos entre los que se incluyen negativos, libros, películas y otros.